# Nationalité turque
La nationalité turque est un lien juridique entre un individu et la République de Turquie.

## Définition de la nationalité turque

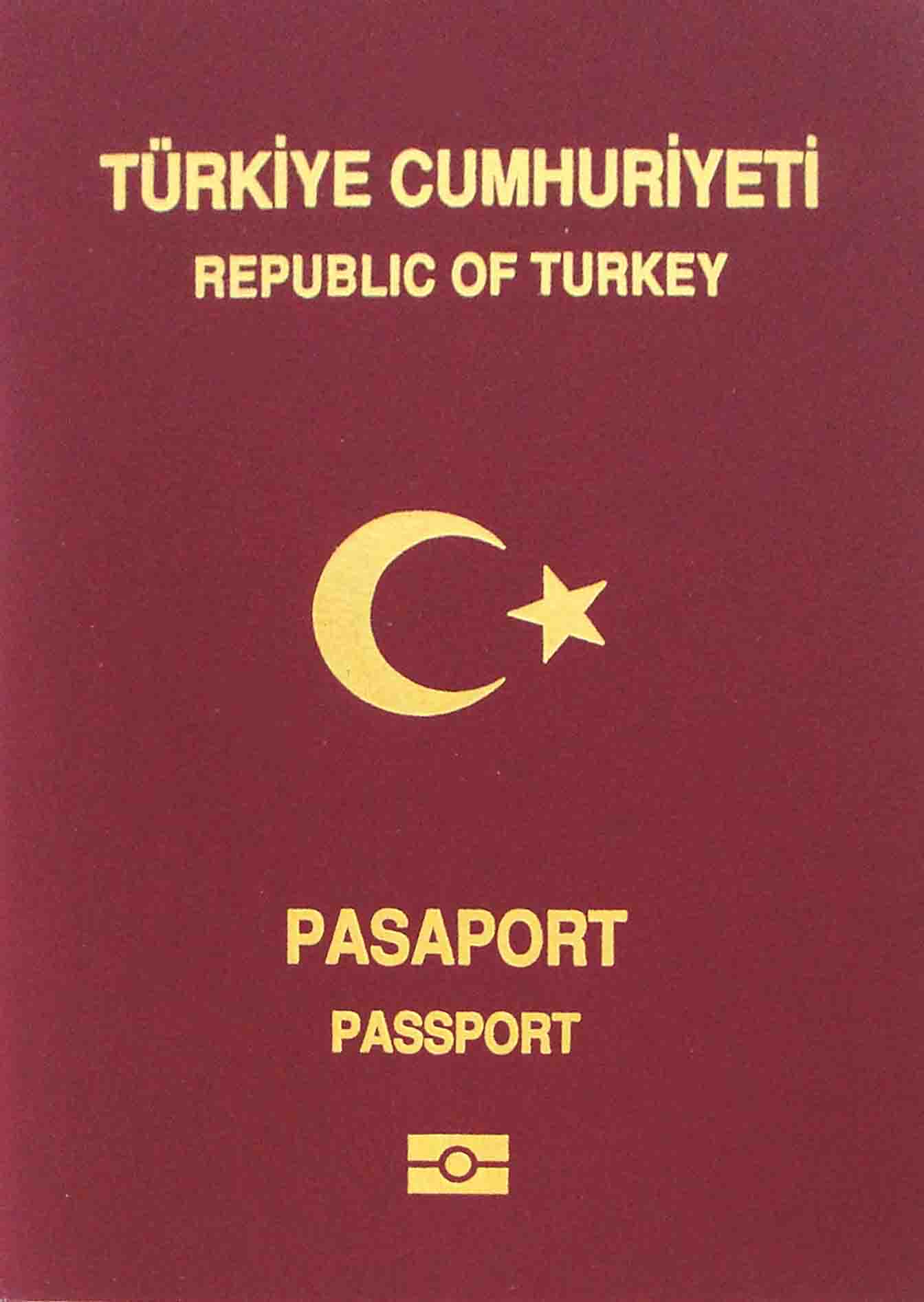
Passeport turc.

La nationalité turque est définie à l'article 66 de la Constitution turque de 1982. D'autres textes, comme la loi n° 5901 portant sur la nationalité turque, précisent cette définition. Cette nationalité ouvre des droits aux individus mais aussi des obligations. Ainsi, le citoyen turc peut voter lors des élections législatives et présidentielles, ou encore travailler dans la fonction publique. Mais, des obligations existent aussi : les hommes sont par exemple soumis à la conscription obligatoire.
La Turquie reconnaît la double nationalité.

## Acquisition de la nationalité turque

### La filiation
L'enfant qui est né en Turquie ou à l'étranger d'au moins un parent turc est Turc.

### Le droit de sol
L'enfant qui est né en Turquie de parents étrangers n'est pas Turc sauf s'il ne peut acquérir la nationalité de ses parents. Par ailleurs, tout enfant qui est né en Turquie et dont les parents sont inconnus, sauf preuve du contraire, est Turc.

### L'adoption
Un enfant qui a été adopté par un citoyen turc peut devenir Turc s'il ne représente pas un danger pour l'ordre public ou la sécurité nationale.

### Le mariage
Une personne majeure qui se marie avec un citoyen turc peut demander la nationalité turque au bout de trois ans de mariage et de vie de couple sous un même foyer, et à condition de ne pas représenter un danger pour l'ordre public ou la sécurité nationale. L’acquisition n’est pas remise en cause après un divorce ou lorsqu’un décès survient. La fraude au mariage est évidemment sanctionnée, et le fraudeur peut perdre la nationalité turque.

### La naturalisation
Une personne étrangère majeure qui vit en Turquie peut demander la nationalité turque sous plusieurs conditions :
- Résider en Turquie pendant au moins cinq ans avec une interruption maximale de six mois, et montrer une volonté de rester ;
- Être de bonne santé ;
- Avoir une bonne conduite ;
- Savoir parler le turc un minimum ;
- Avoir des ressources (un travail ou autre) pour ne pas dépendre de l'État turc ;
- Ne pas représenter un danger pour l'ordre public ou la sécurité nationale.

Le demande de naturalisation des individus qui représentent un intérêt (artistique, culturel, économique, scientifique, etc.) pour la Turquie, ou encore des réfugiés, est facilitée dans la mesure où ces personnes ne représentent pas un danger pour l'ordre public ou la sécurité nationale.

### Acquisition par investissement
Depuis la publication le 12 janvier 2017 des articles complémentaires de la loi n ° 5901, les citoyens étrangers qui investissent en Turquie se verront accorder le droit à la citoyenneté turque.
Un ressortissant étranger qui effectue l'un des investissements suivants ou remplit l'une des conditions, peut faire une demande pour la citoyenneté turque:
- Investir dans un immeuble d'une valeur d'au moins 400 000 USD pour ne pas être vendu pendant au moins 3 ans[2],

- Faire un investissement dans une société turque au moins  400 000 US Dollar,

- Faire un dépôt de 500 000 dollars américains dans une banque turque ne doit pas être retiré pendant 3 ans[3],

- Faire un investissement en obligations du gouvernement d'au moins 500 000 dollars américains ne pas être vendu pendant au moins 3 ans[3],

- Employer 100 ouvriers turcs dans une compagnie possédée par le national étranger.

Le fait de remplir l'une des conditions énumérées ci-dessus sera suffisant pour obtenir le droit à la citoyenneté turque. Les investissements effectués et réclamés par le ressortissant étranger seront contrôlés et confirmés par l'entité juridique du gouvernement. Une fois l'investissement confirmé par l'entité gouvernementale liée à l'investissement, le ressortissant étranger aura la citoyenneté turque.

## Perte de la nationalité turque

### Demande
Un citoyen turc majeur peut renoncer à sa nationalité turque sous plusieurs conditions mais dont l'appréciation est laissée au Conseil des ministres turc :
- Avoir une autre nationalité que la nationalité turque ;
- Ne pas être recherché pour un délit (exemple : la désertion) ou un crime ;
- Ne pas faire l'objet d'une restriction pécuniaire ou pénale.

### Déchéance
Le Conseil des ministres turc peut déchoir la nationalité turque d'un individu s'il estime que cet individu rempli l'une de ces conditions :
- S'il travaille au service d'un État (ennemi ou non) contre les intérêts de la Turquie ;
- S'il a réalisé volontairement un service militaire dans un autre pays sans autorisation de la Turquie.